# Erythrocera fulvescens
Erythrocera fulvescens là một loài ruồi trong họ Tachinidae.